# Anomala ferruginea
Anomala ferruginea är en skalbaggsart som beskrevs av Sylvain Auguste de Marseul 1867. Anomala ferruginea ingår i släktet Anomala och familjen Rutelidae. Inga underarter finns listade i Catalogue of Life.